# Katedra Przemienienia Pańskiego w Nowosybirsku
Katedra Przemienienia Pańskiego w Nowosybirsku (ros. Собор Преображения Господня (Новосибирск)) - główna świątynia diecezji Przemienienia Pańskiego w Nowosybirsku kościoła rzymskokatolickiego w Rosji. Została wybudowana w latach 1992–1997 w nowoczesnym stylu. Odbywają się w niej msze w językach rosyjskim i polskim. Katedra mieści się przy ulicy Maksyma Gorkiego.